# Membrana externa

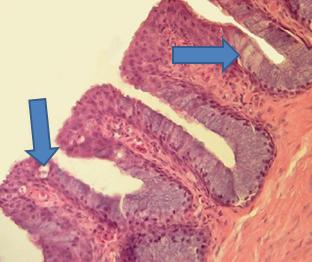

La membrana externa refiere al exterior de las membranas de bacterias Gram-negativas, cloroplastos o mitocondrias. Se utiliza para mantener la forma del orgánulo contenido dentro de su estructura, y actúa como barrera contra ciertos peligros.
La membrana externa de las bacterias Gram-negativas tiene una estructura inusual. El prospecto externo de la membrana abarca un complejo lipopolisacárido cuya porción de líquido actúa como endotoxina. Si la endotoxina se incorpora al sistema circulatorio causa una reacción tóxica con la víctima que sufre un incremento de la temperatura y la frecuencia de respiración y baja su tensión arterial. Esto puede conducir a un choque endotóxico, que puede ser fatal.
- Datos: Q258248